# Don Guidice
Don Guidice (* 14. Oktober 1932 in Los Angeles, Kalifornien; † 11. März 2010 in Newport Beach, Kalifornien) war ein US-amerikanischer Filmeditor.

## Leben
Guidice begann seine Tätigkeit im Bereich Filmschnitt Mitte der 1960er-Jahre, zunächst als Schnittassistent. Er arbeitete hierbei mehrmals mit dem Editor Fredric Steinkamp zusammen, mit dem er in den 1970er-Jahren auch einige Filme als Ko-Editor gestalten konnte. Ab den 1980er-Jahren bis in die frühen 90er-Jahre war er wieder vor allem als Schnittassistent aktiv.
Bei der Oscarverleihung 1976 war er zusammen mit Fredric Steinkamp für ihre Arbeit an Die drei Tage des Condor in der Kategorie Bester Schnitt für den Oscar nominiert.

## Filmografie (Auswahl)
- 1970: Keiner killt so schlecht wie ich (A New Leaf)
- 1974: Yakuza
- 1975: Die drei Tage des Condor (Three Days of the Condor)
- 1976: Und morgen wird ein Ding gedreht (Harry and Walter Go to New York)
- 1978: Ich kann’s am besten (Tilt)